# 琴亭镇
琴亭镇，是中华人民共和国江西省萍乡市莲花县下辖的一个乡镇级行政单位。

## 行政区划
琴亭镇下辖以下地区：
金城社区、永安社区、御景湾社区、城南社区、西门村、南门村、北门村、西边村、莲花村、花塘村、寨里村、白马村、斜田村、幸福村、白岭村、凫村、杨枧村、曙光村、金家村、六模村、下梅洲村和望山村。